# Macropodiformes
Macropodiformes é uma das três subordens da ordem de marsupiais, Diprotodontia. Os cangurus, os wallabees, os bettongs e os ratos-canguru fazem parte desta subordem.

## Classificação
- Família Hypsiprymnodontidae
- Família Macropodidae
- Família Potoroidae